# Tetrasacárido

Fórmula estructural de la estaquiosa.

Un tetrasacárido es un oligosacárido que da por hidrólisis cuatro moléculas de monosacáridos iguales o diferentes. Por ejemplo, la estaquiosa (Stachyose) da por hidrólisis una molécula de glucosa, otra de fructosa y dos moléculas de galactosa. Otros tetrasacáridos son el "tetrasacárido de glucosa" (Glc4) y el gellán. La goma gellán es un tetrasacárido aniónico soluble en agua producido por la bacteria Sphingomonas elodea.
La fórmula general de un tetrasacárido es típicamente C24H42O21.